# グラスゴースマイル
グラスゴースマイル(Glasgow smile)とは主にアメリカなどの海外で使われる「口の裂けた顔」を表す言葉である。
ナイフなどの刃物を使用して裂いた「笑っているような」口を意味し、アメリカなどではジャンルの1つとなっている。また、実際にナイフなどで口を裂くと、出血性ショックにより死んでしまうケースがあるため、架空のキャラクターなどがほとんどである。

## 発祥
スコットランドのグラスゴーが発祥であるためこのような名前がついた。ロンドンのチェルシーでもストリートギャングが威嚇戦術として良く使ったことから、チェルシースマイルとも言われる。　

## 関連キャラクター
- ジョーカー (バットマン)

コミックでは口が裂けていないが（白塗りであり、真っ赤な口紅をつけ、ひきつった笑顔を表現しているだけ）、ダークナイトなどの作品では口が裂けているためグラスゴースマイルだとされる。
- 口裂け女

耳まで裂けた口を持っており、海外などではグラスゴースマイルとして扱われている。
- ジェフ・ザ・キラー

頬まで裂けた口は自ら切ったもので、口が笑ったように裂けているためグラスゴースマイルだとされる。